# 服部高顯
服部 高顯（はっとり たかあき、1912年〈大正元年〉10月1日 - 1993年〈平成5年〉3月24日）は、日本の裁判官。第9代最高裁判所長官。愛知県出身。　

## 概要
第八高等学校、東京帝国大学法学部卒業。裁判官になったあと陸軍に召集され、下士官を過ごした。英語が抜群の出来で、戦後は司法省大臣官房で連合国との折衝にあたった。最高裁民事局第一課長の時に家事審判規則の制定に参画した。その後、司法研修所教官や東京地裁で裁判実務についた。1954年にフォード財団が支援した日米法学者交流でアメリカの大学に2年間留学した。帰国後、津地裁所長、東京高裁判事、福岡高裁長官、大阪高裁長官を歴任。
1975年12月3日に最高裁判所判事に就任。
1979年4月に最高裁判所長官に就任。長官就任から1年半くらいに旭川地裁判事飲酒暴行事件や安川輝夫事件や梓ゴルフ場事件での東京地裁判事補の管財人との癒着等の裁判官の不祥事が相次いだ際には、高裁長官・地裁所長会合で「信頼回復と裁判官の指導、育成」を訓示し、裁判官の外部研修を始めるなどした。長官になってからも小法廷事件を担当した。1982年9月、最高裁判所長官退官。退官の時に「裁判官の不祥事がこころ残り」と話した。1981年に最高裁判所首席調査官等に関する規則を改正し、最高裁判所上席調査官制度を設けた。
鈴鹿市名誉市民。

## 脚註